# Tonerna
"Tonerna" är en dikt av Erik Gustaf Geijer från 1829. Som sång är den mest känd i Carl Leopold Sjöbergs version, men den finns också tonsatt av författaren själv. Jussi Björlings insjungning från 1936 är välkänd.
Carl skickade "Tonerna" som ett kärleksbrev Sophie Abelin. De träffades sommaren 1888 vid Sätra Hälsobrunn. Hon var gäst, han jobbade där som läkare. Tycke uppstod. 
I brevet finns Geijers dikt tonsatt av Carl till Sophie.